# الدبوسية (حمص)
الدبوسية قرية في ناحية مركز قرى تلكلخ التابعة لمنطقة تلكلخ في محافظة حمص في سورية. توجد فيها نقطة عبور حدودية إلى لبنان.